# Limnocaridella
Limnocaridella is een geslacht van kreeftachtigen uit de klasse van de Malacostraca (hogere kreeftachtigen).

## Soort
- Limnocaridella alberti (Lenz, 1910)